# الأمير الأسود
الأمير الأسود (بالإنجليزية: The Black Prince)‏ هي رواية القرن ال15 لأيريس مردوك، ونُشِرَتْ لأول مرة في عام 1973م. يُشَير اسم الرواية في الأساس إلى هاملت.